# Новопокровский (Кашарский район)
Новопокровский — хутор в Кашарском районе Ростовской области.
Входит в состав Кашарского сельского поселения.

## География

### Улицы
- ул. Восточная,
- ул. Дальняя,
- ул. Озерная.

## Население
| 2010 |
| ---- |
| 96   |